# Атафу
Атафу (ток. Atafu) некада познат као атол Војводе од Јорка, је група коралних острва у саставу океанске територије Токелау, у Тихом оекану. Налази се око 500 ким северно од Самое. Захвата повшину од 2,5 km² и чини га 42 острва и острвца. Најмањи је од три атола који сачињавају Токелау. Лагуна коју окружују захвата простор од 15 km². Атафу се налази 600 километара јужно од екватора.